# Astrid van der Veen
Astrid van der Veen (Emmerlood, 26 febbraio 1986) è una cantante olandese. Attualmente vive a Enschede.
Nel 2000, ha registrato il suo primo album da solista, intitolato Beautiful Red, riedito (2006) in edizione speciale. L'album è stato "autoprodotto" dalla cantante stessa, e discretamente accolto dalla critica. Il 2005 vede l'uscita di Seamless Borderline, secondo lavoro da solista, che fu disponibile nel sito web della sua precedente band, theEndorphins .
Nel 2012 è uscito il nuovo album intitolato Het licht der wereld (the light of the world), disponibile sul suo sito ufficiale. 

## Discografia
- 2000 - Beautiful Red
- 2005 - Seamless Borderline
- 2006 - Beautiful Red (Special Edition re-release)
- 2012 - Het Licht der wereld

## Ambeon
Astrid van der Veen è nota soprattutto per essere la protagonista, come cantante, del progetto Ambeon del conterraneo Arjen Lucassen. Insieme hanno realizzato un album, Fate of a Dreamer (2001), da cui è stato estratto il singolo Cold Metal, quest'ultimo inserito anche in Ayreonauts Only, sesto album del progetto parallelo di Lucassen Ayreon (2000).